# Leonhard Pohl
Pour les articles homonymes, voir Pohl.
Leonhard « Leo » Pohl, né le 18 juillet 1929 à Allenstein et mort le 23 avril 2014 à Pfungstadt, est un athlète allemand spécialiste du 100 mètres et du 200 mètres. Licencié au TSV Pfungstadt, il mesure 1,83 m pour 73 kg.

## Carrière

### Palmarès
| Date | Compétition           | Lieu      | Résultat | Épreuve    | Performance |
| ---- | --------------------- | --------- | -------- | ---------- | ----------- |
| 1954 | Championnats d'Europe | Berne     | 4e       | 100 mètres | 10 s 7      |
| 1956 | Jeux olympiques d'été | Melbourne | 3e       | 4 × 100 m  | 40 s 3      |

### Records
| Épreuve    | Performance | Lieu | Date |
| ---------- | ----------- | ---- | ---- |
| 100 mètres | 10 s 5      |      | 1956 |
| 200 mètres | 21 s 1      |      | 1956 |